# 阿年盖拉
阿年盖拉是巴西戈亚斯州的一个市镇。总面积56.642平方公里，总人口914人，人口密度16.1人/平方公里。